# Спор (математик)
Спор Никейский (греч. Σπόρος; около 240 — около 300) — греческий математик и астроном, вероятно, из Никеи в древнем округе Вифиния (современный Изник).
Бо́льшая часть его работ была посвящена исследованию задач квадратуре круга и удвоению куба и содержат как его собственные попытки решить эти проблемы, так и критику работ других современных ему математиков.
Спор также критиковал Архимеда за то, что тот не дал «достаточно точного» приближения числа π.